# Sledd
Sledda ou Sledd est l'ancêtre des rois des Saxons de l'Est.

## Biographie
Ce personnage est très mal connu. Selon une généalogie du IXe siècle, il est le fils d'Æscwine. Les historiens des XIIe – XIIIe siècles nomment son père Erkenwin ou Erchenwin. Ni Bède le Vénérable, ni la Chronique anglo-saxonne ne le mentionnent. Selon Guillaume de Malmesbury et Jean de Worcester, il est le fondateur du royaume d'Essex ; selon Roger de Wendover et Matthieu Paris, son règne débute en 587, année de la mort de son père. Sledd aurait épousé Ricula, fille du roi Eormenric de Kent, qui lui aurait donné deux enfants : Sæberht, qui lui succède, et Seaxbald.